# Kööhkari
Kööhkari är en ö i Finland.   Den ligger i kommunen Nystad i den ekonomiska regionen Nystadsregionen och landskapet Egentliga Finland, i den sydvästra delen av landet, 200 km väster om huvudstaden Helsingfors.
Terrängen på Kööhkari är varierad.  I omgivningarna runt Kööhkari växer i huvudsak barrskog.